# José Moraes
José Moraes (Alegre, julho de 1927 - Vitória, 9 de março de 1994) foi um médico e político brasileiro.
Foi vice-governador do Espírito Santo pelo PMDB na chapa de Gerson Camata, assumindo o governo em caráter efetivo em 14 de maio de 1986 quando o titular renunciou para concorrer ao Senado.

## Biografia
Natural de Santa Angélica, atual distrito de Alegre/ES, José Moraes, filho de Carmelita Machado de Moraes e de Mário Augusto Pinheiro de Moraes, estudou o Curso Primário e Científico na cidade de Cachoeiro de Itapemirim/ES, formando-se em medicina, pela Faculdade de Medicina e Cirurgia do Rio de Janeiro/RJ, no ano de 1952. Especializado em Anestesiologia, introduziu a anestesia geral no Espírito Santo, sendo fundador da Sociedade de Anestesiologias de Vitória e Diretor Clínico da Santa Casa de Misericórdia. Foi médico do antigo INPS, exercendo a profissão até o ano de 1974. Ingressou na vida política, sendo eleito pelo PSP e pela ARENA em duas consecutivas legislaturas de Deputado Estadual. Foi eleito Presidente da Assembleia Legislativa, criando em sua gestão o Instituto de Aposentadoria dos Deputados Estaduais, extinto em 1991.
No ano de 1971, reflexões sobre sua vida pessoal o fizeram abandonar a política para tratar de seus interesses pessoais. Mas, retornou à cena política em 1982, apresentando sua candidatura à Vice-Governador de Gerson Camata, pelo PMDB. Eleito, tem reconhecimento de excelente administrador, pois os interesses públicos em questões salariais, programas rodoviários, programas de eletrificação rural e asfaltamento das estradas que ligam o interior a Capital do Estado, lhe deram mérito de grande administrador com senso de organização e maior tocador de obras do Estado.
Em mandato tampão, assumiu a Prefeitura de Vitória, tendo ao seu lado o favoritismo da opinião pública e o reconhecimento do Governador Gerson Camata, como sendo um dos melhores chefes do Poder Executivo de Vitória. No ano de 1986, com a saída de Camata para o Senado, José Moraes assume o Governo do Estado, deixando-o no dia 15 de março de 1987. Sua gestão foi marcada por desvios de verbas públicas. Sendo ainda em 1987, foi indicado a assumir a Presidência da Companhia Siderúrgica de Tubarão, (Arcelor Mittal) onde permaneceu até o ano de 1990.

## Vida pessoal
José Moraes casou-se em julho de 1956 com a capixaba Marilena Ignes Pretti Moraes ,filha de Mario Ferrari Pretti e Virgilia Costalonga Pretti..

### Filhos
Teve 7 filhos com Marilena Ignes Pretti Moraes:
- Carlos Augusto Pretti Moraes
- Ana Beatriz Pretti Moraes
- Flávia Pretti Moraes
- Rosana Pretti Moraes
- Maria Cristina Pretti Moraes
- Angela Pretti Moraes
- Claudia Marcia Pretti Moraes